# My-Only Stephen
My-Only Stephen (geb. 22. Mai 2006) ist eine nauruische Gewichtheberin.
Stephen lebt im Meneng District von Nauru. Sie ist 1,53 m groß und wiegt 55 kg. Sie betreibt Gewichtheben als Sport seit ihrem 10. Lebensjahr.

## Wettbewerbsteilnahmen und Medaillen
- Jugendmeisterschaften der Pazifikspiele 2019 auf Samoa, Platz 1
- Ozeanische Meisterschaft im Gewichtheben 2021, Platz 2 und Silbermedaille[3]
- Commonwealth Games 2022 in Birmingham, Platz 8
- Weltmeisterschaft im Gewichtheben 2022, Albanien, Platz 14[2]
- Pazifikspiele 2023, Frauen 55 kg, Salomoninseln, Bronzemedaille im Reißen[4]
- Pazifikspiele 2023, Frauen 55 kg, Bronzemedaille im  Stoßen[5]
- Ozeanische Juniorenmeisterschaften im Gewichtheben 2024, Auckland, Platz 1 und Goldmedaille[6]
- Ozeanische Regionalmeisterschaften im Gewichtheben 2024, Nauru, Gewichtsklasse 57 kg, Platz 1[7]

## Bestleistung
Ihre persönliche Bestleistung lag 2023 bei 165 kg, 2024 bei 170 kg.